# Cederbaum
Cederbaum är en svensk adelsätt.

## Historik
Ätten består av två genom gifte på spinnsidan besläktade grenar.
Den äldre ättegrenen är en släkt från Wismar i Mecklenburg i Tyskland, med en Nicholaus Bauman (början av 1500-talet) som äldste kände stamfader. Hans sonsons son, rådmannen i Västervik, Hans Bauman (1598–1661) inkom till Sverige 1620.
Dennes sonsons sonson, assessorn sedermera bergsrådet Peter Christopher Bauman (1733–1795), adlades 1756-05-26 på Stockholms slott av kung Adolf Fredrik med namnet Cederbaum. Han ägde Helgerum i Vestrums socken, Sundsholm i Gladhammars socken och Ankarsrum i Hallingebergs och Gladhammars socken mfl. Han introducerades jämte styvsonen (se nedan) 1776-05-03 under nr 2035, men slöt själv sin ättegren 1795-10-10.
Den yngre grenen härstammar från snickaren i Stockholm Peter Reinke (död före 1695), vilken inkom från Harburg i Lüneburg till Sverige vid 1650-talets början (före 1653). Dennes sonson kramhandlanden i Stockholm Peter Reinke (1713–1767) var gift med Anna Maria Waselia (1727–1792). Hon hade som änka gift om sig med ovanstående Peter Christopher Bauman-Cederbaum.
Peter Reinkes son, auskultanten i Bergskollegium sedermera livdrabanten och ryttmästaren Peter Reinke (1756–1785), blev som styvson till Peter Christopher Bauman-Cederbaum adlad genom kunglig resolution given 1774-10-27 på Gripsholms slott av kung Gustav III. Det förordnades då att han skulle inbegripas i styvfaderns sköldebrev och därigenom skriva sig Cederbaum, samt introducerades 1776-05-03 tillsammans med denne på samma nummer.
Huvudmannagrenen är bosatt i Frankrike och Schweiz. Äldre ättegrenen hade gemensamt ursprung med utdöda adliga ätten von Bauman (nr 1780) och adliga ätten Liljenstolpes (nr 2151) utdöda äldre gren. Yngre ättegrenen har gemensamt ursprung med utdöda adliga ätten Ridderstam (nr 1923).
Originalsköldebrevet är sedan 2019 donerat till Riddarhuset.